# Братство колишніх вояків 1-ї Української дивізії Української національної армії
Братство колишніх вояків 1-ї Української дивізії Української національної армії — комбатантська організація колишніх вояків 1-ї Української дивізії (Дивізія «Галичина»).
Чисельність Братство становила близько 1000 осіб у 1950, 1400 — у 1980.

## Історія і мета створення
Братство створене 1949 року в Новому Ульмі (Баварія, Західна Німеччина) з метою «підтримування військових традицій», допомоги військовим інвалідам та ін.
Головна управа спочатку містилася в Мюнхені, а наприкінці 1950-х перенесена до Нью-Йорка, у середині 1960-х — до Торонто.

## Структура
Братство має крайові організації та місцеві станиці в Німеччині, Канаді, США, Арґентині, Австралії.
Братство співпрацює з окремою британською організацією — Об'єднанням колишніх вояків українців у Великій Британії.

## Керівники
Головами братства були
- о. М. Левенець (1950—1952),
- Л. Ортинський (1953—1962),
- І. Скіра (1963—1964),
- Р. Дражньовський (1974—1979)
- М. Малецький (1964–73, 1979—2001),
- Андрій Коморовський (2001-2004).
- Мирон Головатий (останній голова, до 12 вересня 2021).[2]

## Медіа
В 1950—1974 Братство видавало у Мюнхені журнал «Вісті», всього вийшло (140 випусків), нині у співпраці з Об'єднанням бувших вояків українців Америки видає двомісячник «Вісті комбатанта».

## В Україні
В 1992 утворене Галицьке братство колишніх вояків 1-ої Української дивізії Галичина Української національної армії, згодом утворені станиці братства у Львові, Тернополі, Івано-Франківську і Дрогобичі.
1991 поблизу села Ясенів Бродівського району Львівської області зусиллями студентів Львівського університету відкрито пам'ятник-обеліск українським воякам дивізії «Галичина». Через місяць пам'ятник зруйнували вандали (пам'ятник відновлений 2008 року).
У 1994 — року відкрито цвинтар вояків СС Галичина в селі Ляцьке-Червоне, на якому перепоховали останки 250 полеглих воїнів дивізії.